# Кужавский, Сергей Анатольевич
Сергей Анатольевич Кужавский (род. 1966, Киев) — российский дизайнер.
Окончил Киевское художественно-промышленное училище (1985) и Московский полиграфический институт (1992).
В 1993—1995 гг. работал в ИД «КоммерсантЪ» иллюстратором и графическим дизайнером.
С 1996 г. работает совместно со Станиславом Жицким в дизайнерском бюро «OPEN!Design&Concepts».
Среди проектов, реализованных Жицким и Кужавским, — дизайн линии соков «Rich», водки «Аз», часы, футболки, упаковочные материалы. Однако им принадлежит и большое количество крупных концептуальных проектов, реализация которых зачастую маловероятна: таков проект Музея часов (здания в форме карманных часов), проект реконструкции Лубянской площади (её превращение в Площадь Детского мира, с каруселью в центре) и т. п. В то же время большие проекты Жицкого и Кужавского принципиально реализуемы — это доказывает выполненный по их проекту уникальный выставочный комплекс «T-Modul» .
Летом 2005 года Жицкий и Кужавский попали в фокус внимания мировой прессы благодаря работе, выполненной ими для команды «Рено» гоночной серии «Формула-1». Как известно, генеральным спонсором этой команды является табачная фирма Japan Tobacco, поэтому болиды команды несут на себе рекламу основного бренда компании, сигарет «Mild Seven». Однако некоторые этапы Формулы-1 проходят в странах, где реклама табачных изделий на спортивных мероприятиях запрещена. Для участия в таких этапах рекламные логотипы на болиде заклеиваются. Жицкому и Кужавскому был заказан дизайн этих наклеек, и они предложили решение, основанное на мотивах старинной японской живописной школы суми-ё. Для дизайнеров эта работа носила имиджевый характер: они не получили гонорара, но были приглашены на тренировочную базу команды, сфотографировались с пилотами команды Фернандо Алонсо и Джанкарло Физикеллой и получили мировую прессу .